# Myloxena patagonica
Myloxena patagonica är en skalbaggsart som beskrevs av Ohaus 1909. Myloxena patagonica ingår i släktet Myloxena och familjen Melolonthidae. Inga underarter finns listade i Catalogue of Life.